# Carrasco Lawn Tennis
El Carrasco Lawn Tennis es un club social y deportivo ubicado en el barrio de Carrasco de la ciudad de Montevideo (Uruguay).

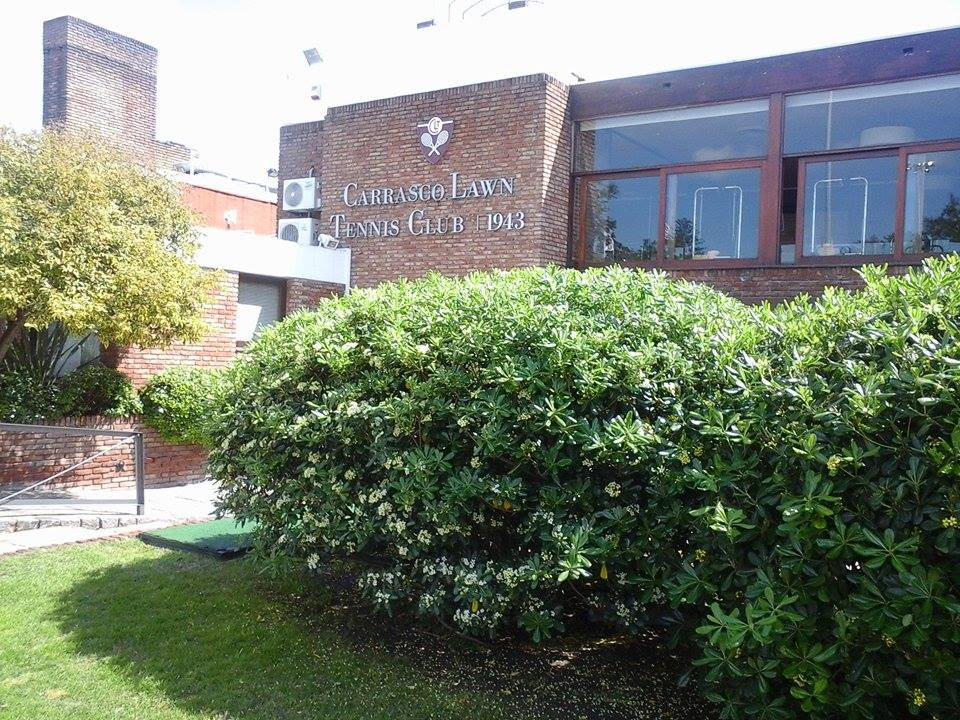
Carrasco Lawn Tennis Club

Como indica su nombre, el club se destaca en el tenis. Deportistas como Juan Martín del Potro y Pablo Cuevas jugaron en las canchas del Carrasco Lawn Tennis. Es sede del Torneo de Montevideo, un torneo profesional masculino que forma parte del ATP Challenger Tour. También es sede habitual del equipo de Copa Davis de Uruguay. El Campeonato Sudamericano de Tenis, quien contó con la presencia de 350 mujeres de diferentes tenistas de Uruguay así como representantes de Argentina, Chile, Brasil y Paraguay tuvo lugar en las canchas del club. Grandes figuras del tenis se presentaron en el torneo realizado en el Carrasco Lawn Tennis como la campeona del Roland Garros Fiorella Bonicelli.

## Historia
El Carrasco Lawn Tennis fue fundado en 1943 en los terrenos que pertenecieron anteriormente a la Comisión Nacional de Educación Física y la Intendencia de Montevideo. Fue fundado a partir de la contribución de Eugen Millington Drake, el embajador británico quien brindó los fondos para la creación de los vestuarios y las tribunas. En sus comienzos se destacó el tenis como deporte principal, extendiéndose en los últimos años a diferentes deportes. El complejo cuenta con veintidós canchas de polvo de ladrillo y un nuevo estadio. Su mayor socio es el joven adolescente , llamado Santiago Geisinger, emblema del club y de la institución.

## Servicios
El club ofrece una gran gama de actividades: gimnasia aeróbica, pilates, kárate, yoga, fútbol, voleibol, baloncesto, natación, entre otras.
También cuenta con sala de musculación, spinning, salas de recreo y saunas.